# Juan Manuel Vargas
Juan Manuel Vargas Risco (Magdalena del Mar, 1983. október 5. –) perui labdarúgó, az Universitario középpályása.